# 日本インターネット映画大賞
日本インターネット映画大賞（にほんインターネットえいがたいしょう）は、1996年から年1回開催されていた日本の映画の賞であり、@nifty映画関連フォーラム共催企画の1つである。旧称はニフティ映画大賞。主催は日本映画街フォーラムのメンバーを中心に構成された日本インターネット映画大賞運営委員会。また、日本映画街フォーラム、映画フォーラム、亜洲電影論壇の3者が協賛している。2018年度を持って閉幕した。

## 歴史と概要
1996年にパソコン通信ニフティサーブの日本映画街フォーラムの特設会議室企画として第1回が開催された。2005年度で10回目を迎えるにあたり名称が「日本インターネット映画大賞」に変更された。
主催者側によるノミネートや協議などは一切行われず、全てがネットユーザーの投票に委ねられた独特の選出方法を持つ映画賞である。また、投票内容が開示されるという点においても他の映画賞とは一線を画している。授賞式なども行わないが、一部受賞者から受賞に関するコメントや直筆メッセージが寄せられることもあり、そのときは公式サイトに掲載が行われる。
その年に初めて観た映画を対象にユーザーが作品賞および個人賞に相応しい作品ならびに人物を投票し、集計された票を単純に順位付けをしたうえで最も票を集めた作品及び人物が各賞を受賞するという形式である。なお、ここで言う「その年に初めて観た映画」とは必ずしもその年に公開された映画には限定されず、投票者がその年に初めて観た映画(ただしおおよその目安は国内初公開後5年以内)とされている。
日本映画・外国映画それぞれに、作品賞、個人賞（監督賞、主演男優賞、主演女優賞、同助演賞、新人賞等）が設けられている。
2019年3月31日、スタッフの高齢化、インターネット文化の変化に対応できる人材の不足、予算不足などを理由に閉幕することが発表された。公式サイトは閉鎖されるが、公式ブログに内容が移行される予定で、TwitterやInstagramも閉鎖せず管理存続される。

## 歴代受賞者

### 第1回（1996年）
- 日本映画部門
  - 作品賞　『キッズ・リターン』
  - 監督賞　北野武 （『キッズ・リターン』）
  - 男優賞 永瀬正敏 （『罠』）
  - 女優賞 嶋田加織 （『日本製少年』）
- 外国映画部門
  - 作品賞　『天使の涙』
  - 作品賞　『イル・ポスティーノ』
  - 作品賞　『セブン』

### 第2回（1997年）
- 日本映画部門
  - 作品賞　『CURE』
  - 監督賞　黒沢清 （『CURE』）
  - 主演男優賞 役所広司 （『CURE』『うなぎ』他）
  - 主演女優賞 西田尚美 （『ひみつの花園』他）
  - 助演男優賞 萩原聖人 （『CURE』）
  - 助演女優賞 片岡礼子 （『鬼火』『HOBOS ホーボーズ』）
  - 助演女優賞 中嶋朋子 （『パラサイト・イヴ』）
  - 新人賞 広末涼子 （『20世紀ノスタルジア』）
- 外国映画部門
  - 作品賞　『奇跡の海』
  - 監督賞　ジェームズ・キャメロン 『タイタニック』
  - 主演男優賞 トム・クルーズ 『ザ・エージェント』
  - 主演女優賞 エミリー・ワトソン 『奇跡の海』
  - 主演女優賞 ジョディ・フォスター 『コンタクト』
  - 助演男優賞 ルパート・エヴェレット 『ベスト・フレンズ・ウェディング』
  - 助演女優賞 キャメロン・ディアス 『ベスト・フレンズ・ウェディング』『フィーリング・ミネソタ』
  - 新人賞 ジャムヤン・ジャムツォ・ワンチュク（英語版） 『セブン・イヤーズ・イン・チベット』

### 第3回（1998年）
- 日本映画部門
  - 作品賞　『がんばっていきまっしょい』
  - 監督賞　磯村一路 （『がんばっていきまっしょい』）
  - 主演男優賞 天宮良 （『風の歌が聴きたい』）
  - 主演女優賞 原田美枝子 （『愛を乞うひと』）
  - 助演男優賞 大杉漣 （『犬、走る DOG RACE』『HANA-BI』他）
  - 助演女優賞 中嶋朋子 （『がんばっていきまっしょい』）
  - 新人賞 田中麗奈 （『がんばっていきまっしょい』）
- 外国映画部門
  - 作品賞　『L.A.コンフィデンシャル』
  - 監督賞　カーティス・ハンソン 『L.A.コンフィデンシャル』
  - 主演男優賞 ニコラス・ケイジ 『フェイス/オフ』
  - 主演女優賞 アリソン・エリオット 『この森で、天使はバスを降りた』
  - 助演男優賞 ケヴィン・スペイシー 『L.A.コンフィデンシャル』『真夜中のサバナ』
  - 助演女優賞 ジュリアン・ムーア 『ブギーナイツ』『ビッグ・リボウスキ』
  - 新人賞 アンドリュー・ニコル 『ガタカ』監督

### 第4回（1999年）
- 日本映画部門
  - 作品賞　『ガメラ3 邪神覚醒』
  - 監督賞　滝田洋二郎 （『秘密』『お受験）
  - 監督賞　森田芳光 （『39 刑法第三十九条』『黒い家』）
  - 主演男優賞 小林薫 （『秘密』『コキーユ～貝殻』）
  - 主演女優賞 広末涼子 （『秘密』）
  - 助演男優賞 北村一輝 （『皆月』『日本黒社会 LEY LINES』他）
  - 助演女優賞 富司純子 （『おもちゃ』『あ、春』）
  - 助演女優賞 田中裕子 （『大阪物語』『お受験）
  - 新人賞 池脇千鶴 （『大阪物語』）
- 外国映画部門
  - 作品賞　『マトリックス』
  - 監督賞　ウォシャウスキー兄弟 『マトリックス』
  - 主演男優賞 ハン・ソッキュ 『八月のクリスマス』
  - 主演女優賞 ケイト・ブランシェット 『エリザベス』
  - 助演男優賞 アムリーシュ・プリー 『シャー・ルク・カーンのDDLJラブゲット大作戦』他
  - 助演女優賞 クリスティーナ・リッチ 『バッファロー'66』
  - 新人賞 ハーレイ・ジョエル・オスメント 『シックス・センス』

### 第5回（2000年）
- 日本映画部門
  - 作品賞　『ナビィの恋』
  - 監督賞　深作欣二 （『バトル・ロワイアル）
  - 主演男優賞 織田裕二 （『ホワイトアウト』）
  - 主演女優賞 藤山直美 （『顔』）
  - 助演男優賞 登川誠仁 （『ナビィの恋』他）
  - 助演女優賞 原田美枝子 （『はつ恋』『雨あがる』）
  - 新人賞 沖浦啓之 （『人狼 JIN-ROH』監督）
  - 新人賞 鈴木杏 （『ジュブナイル』『ヒマラヤ杉に降る雪』）
  - 脚本賞　『バトル・ロワイアル』
  - 映像効果賞　『ジュブナイル』
  - 映画音楽賞　『ナビィの恋』
  - 予告編賞　『鈴木清順レトロスペクティヴ　殺しのスタイル』
  - 予告編賞　『バトル・ロワイアル』
  - ワースト映画賞　『スペーストラベラーズ』
- 外国映画部門
  - 作品賞　『遠い空の向こうに』
  - 監督賞　カン・ジェギュ 『シュリ』
  - 監督賞　ジョー・ジョンストン 『遠い空の向こうに』
  - 監督賞　スパイク・ジョーンズ 『マルコヴィッチの穴』
  - 監督賞　チャン・イーモウ 『あの子を探して』『初恋の来た道』
  - 主演男優賞 リチャード・ファーンズワース 『ストレイト・ストーリー』
  - 主演女優賞 ビョーク 『ダンサー・イン・ザ・ダーク』
  - 助演男優賞 クリス・クーパー 『遠い空の向こうに』『アメリカン・ビューティ』
  - 助演女優賞 アンジェリーナ・ジョリー 『17歳のカルテ』
  - 新人賞 チャン・ツィイー 『グリーン・ディスティニー』
  - 脚本賞　『サイダーハウス・ルール』
  - 映像効果賞　『インビジブル』
  - 映画音楽賞　『ダンサー・イン・ザ・ダーク』
  - 予告編賞　『マグノリア』
  - ワースト映画賞　『ジャンヌ・ダルク』

### 第6回（2001年）
- 日本映画部門
  - 作品賞　『千と千尋の神隠し』
  - 監督賞　宮崎駿 （『千と千尋の神隠し』）
  - 主演男優賞 窪塚洋介 （『GO』『溺れる魚』）
  - 主演女優賞 天海祐希 （『狗神』『連弾』『千年の恋 ひかる源氏物語』）
  - 助演男優賞 山﨑努 （『GO』『天国から来た男たち』『Go!）
  - 助演女優賞 麻生久美子 （『回路』『RED SHADOW 赤影』他）
  - 新人賞 真中瞳 （『ココニイルコト』）
  - 新人賞 冨樫森 （『非・バランス』監督）
  - 脚本賞　『GO』
  - 映像賞　『アヴァロン』
  - 映像賞　『千と千尋の神隠し』
  - 映像賞　『リリイ・シュシュのすべて』
  - 映画音楽賞　『千と千尋の神隠し』
  - 予告編賞　『ウォーターボーイズ』
  - 予告編賞　『ピストルオペラ』
- 外国映画部門
  - 作品賞　『ギャラクシー・クエスト』
  - 監督賞　スティーヴン・スピルバーグ 『A.I.』
  - 主演男優賞 ソン・ガンホ 『JSA』『反則王』
  - 主演女優賞 レネー・ゼルウィガー 『ベティ・サイズモア』『ブリジット・ジョーンズの日記』
  - 助演男優賞 ジュード・ロウ 『A.I.』
  - 助演女優賞 サマンサ・モートン 『ギター弾きの恋』
  - 新人賞 ジェイミー・ベル 『リトル・ダンサー』
  - 新人賞 クリストファー・ノーラン （『メメント』監督/脚本『フォロウィング』監督/製作/脚本/撮影/編集）
  - 脚本賞　『ヤンヤン　夏の想い出』
  - 脚本賞　『スナッチ』
  - 脚本賞　『トラフィック』
  - 映像賞　『花様年華』
  - 映像賞　『A.I.』
  - 映画音楽賞　『ムーラン・ルージュ』
  - 予告編賞　『パール・ハーバー』

### 第7回（2002年）
- 日本映画部門
  - 作品賞　『クレヨンしんちゃん 嵐を呼ぶ アッパレ!戦国大合戦』
  - 監督賞　山崎貴 （『リターナー』）
  - 監督賞　山田洋次 （『たそがれ清兵衛』）
  - 主演男優賞 真田広之 （『たそがれ清兵衛』『助太刀屋助六』）
  - 主演女優賞 釈由美子 （『修羅雪姫』『ゴジラ×メカゴジラ』）
  - 助演男優賞 阿部寛 （『トリック劇場版』）
  - 助演男優賞 國村隼 （『富江 最終章 〜禁断の果実〜』『笑う蛙』『ごめん』）
  - 助演男優賞 中村獅童 （『ピンポン』）
  - 助演女優賞 菅野美穂 （『化粧師 KEWAISHI』『Dolls』）
  - 助演女優賞 北林谷栄 （『阿弥陀堂だより』）
  - 助演女優賞 鈴木杏 （『リターナー』）
  - 新人賞 久野雅弘 （『ごめん』）
  - 新人賞 曽利文彦 （『ピンポン』監督）
  - 脚本賞　『Dolls』
  - 脚本賞　『ピンポン』
  - 映像賞　『リターナー』
  - 音楽音響賞　『千年女優』
  - 音楽音響賞　『たそがれ清兵衛』
- 外国映画部門
  - 作品賞　『少林サッカー』
  - 監督賞　チャウ・シンチー 『少林サッカー』
  - 主演男優賞 グォ・ヨウ 『活きる』
  - 主演女優賞 イザベル・ユペール 『ピアニスト』『8人の女たち』
  - 助演男優賞 ダニエル・デイ・ルイス 『ギャング・オブ・ニューヨーク』
  - 助演女優賞 ケイト・ブランシェット 『シッピング・ニュース』『バンディッツ』『ロード・オブ・ザ・リング』『耳に残るは君の歌声』
  - 新人賞 ジョン・キャメロン・ミッチェル 『ヘドウィグ・アンド・アングリーインチ』
  - 新人賞 マーク・フォースター 『チョコレート』監督
  - 脚本賞　『ロード・オブ・ザ・リング』
  - 映像賞　『少林サッカー』
  - 映像賞　『モンスターズ・インク』
- 音楽音響賞　『マルホランド・ドライブ』

### 第10回（2005年）
- 日本映画部門
  - 作品賞　『ALWAYS 三丁目の夕日』
  - 監督賞　井筒和幸 （『パッチギ!』）
  - 監督賞　山崎貴 （『ALWAYS 三丁目の夕日』）
  - 主演男優賞 オダギリジョー （『メゾン・ド・ヒミコ』『スクラップ・ヘブン』『SHINOBI』）
  - 主演女優賞 中島美嘉 （『NANA』『偶然にも最悪な少年』）
  - 助演男優賞 堤真一 （『ALWAYS 三丁目の夕日』『フライ、ダディ、フライ』）
  - 助演女優賞 薬師丸ひろ子 （『ALWAYS 三丁目の夕日』『オペレッタ狸御殿』）
  - 新人賞 堀北真希 （『ALWAYS 三丁目の夕日』『逆境ナイン』『HINOKIO』）
- 外国映画部門
  - 作品賞　『ミリオンダラー・ベイビー』
  - 監督賞　クリント・イーストウッド 『ミリオンダラー・ベイビー』
  - 主演男優賞 ジョニー・デップ 『チャーリーとチョコレート工場』『ネバーランド』
  - 主演女優賞 ヒラリー・スワンク 『ミリオンダラー・ベイビー』
  - 助演男優賞 モーガン・フリーマン 『ミリオンダラー・ベイビー』『ダニー・ザ・ドッグ』他
  - 助演女優賞 ダコタ・ファニング 『宇宙戦争』『ハイド・アンド・シーク』他
  - 新人賞 カタリーナ・サンディノ・モレノ 『そして、ひと粒のひかり』

### 第11回（2006年）
- 日本映画部門
  - 作品賞 『フラガール』
  - 監督賞 西川美和 （『ゆれる』）
  - 主演男優賞 オダギリジョー （『ゆれる』『SHINOBI』『パビリオン山椒魚』『BIG RIVER』）
  - 主演女優賞 中谷美紀 （『嫌われ松子の一生』『LOFT ロフト』）
  - 助演男優賞 香川照之 （『ゆれる』『花よりもなほ』『雪に願うこと』『嫌われ松子の一生』『コワイ女（鋼）』『バッシング』）
  - 助演女優賞 蒼井優 （『フラガール』『虹の女神　Rainbow Song』『ハチミツとクローバー』『鉄コン筋クリート』）
  - 新人賞 YUI （『タイヨウのうた』）
- 外国映画部門
  - 作品賞 『硫黄島からの手紙』
  - 監督賞 クリント・イーストウッド 『父親たちの星条旗』『硫黄島からの手紙』
  - 主演男優賞 ドン・チードル 『ホテル・ルワンダ』『クラッシュ』
  - 主演女優賞 フェリシティ・ハフマン 『トランスアメリカ』
  - 助演男優賞 キウェテル・イジョフォー 『キンキーブーツ』
  - 助演女優賞 メリル・ストリープ 『プラダを着た悪魔』
  - 新人賞 コ・アソン 『グエムル-漢江の怪物-』、ブランドン・ラウス『スーパーマン リターンズ』

### 第12回（2007年）
- 日本映画部門
  - 作品賞　『キサラギ』
  - 監督賞　周防正行 （『それでもボクはやってない』）
  - 主演男優賞 加瀬亮 （『オリヲン座からの招待状』『それでもボクはやってない』『めがね』）
  - 主演女優賞 麻生久美子 （『夕凪の街　桜の国』）
  - 助演男優賞 香川照之 （『キサラギ』『憑神』『HERO』『スキヤキ・ウエスタン・ジャンゴ』）
  - 助演女優賞 もたいまさこ （『それでもボクはやってない』『ALWAYS 続・三丁目の夕日』『めがね』）
  - 助演女優賞 永作博美 （『腑抜けども、悲しみの愛を見せろ』『気球クラブ、その後』）
  - 新人賞 夏帆 （『天然コケッコー』）

### 第13回（2008年）
- 日本映画部門
  - 作品賞　『おくりびと』
  - 監督賞　滝田洋二郎（『おくりびと』）
  - 主演男優賞 本木雅弘（『おくりびと』）
  - 主演女優賞 木村多江（『ぐるりのこと。』）
  - 助演男優賞 堤真一（『容疑者Xの献身』）
  - 助演女優賞 樹木希林（『歩いても歩いても』）
  - 新人賞 アヤカ・ウィルソン（『パコと魔法の絵本』）

### 第14回（2009年）
- 日本映画部門
  - 作品賞　『サマーウォーズ』
  - 監督賞　西川美和（『ディア・ドクター』）
  - 主演男優賞 渡辺謙（『沈まぬ太陽』）
  - 主演女優賞 ペ・ドゥナ（『空気人形』）
  - 助演男優賞 香川照之（『カイジ』他）
  - 助演女優賞 中谷美紀（『ゼロの焦点』）
  - 新人賞 満島ひかり（『愛のむきだし』他）

### 第15回（2010年）
- 日本映画部門
  - 作品賞　『告白』
  - 監督賞　中島哲也（『告白』）
  - 主演男優賞 役所広司（『十三人の刺客』他）
  - 主演女優賞 松たか子（『告白』）
  - 助演男優賞 稲垣吾郎（『十三人の刺客』）
  - 助演女優賞 満島ひかり（『悪人』他）
  - ニューフェイスブレイク賞 桜庭ななみ（『最後の忠臣蔵』他）

### 第16回（2011年）
- 日本映画部門 
  - 作品賞　『冷たい熱帯魚』
  - 監督賞　園子温（『冷たい熱帯魚』、『恋の罪』）
  - 主演男優賞 原田芳雄（『大鹿村騒動記』）
  - 主演男優賞 森山未來（『モテキ』）
  - 主演女優賞 永作博美（『八日目の蝉』、『酔いがさめたら、うちに帰ろう。』）
  - 助演男優賞 でんでん（『冷たい熱帯魚』、『大木家のたのしい旅行　新婚地獄篇』、『CUT』）
  - 助演女優賞 小池栄子（『乱暴と待機』、『RAILWAYS 愛を伝えられない大人たちへ』、『八日目の蝉』）
  - ニューフェイスブレイク賞 二階堂ふみ（『劇場版 神聖かまってちゃん　ロックンロールは鳴り止まないっ』、『指輪をはめたい』）

### 第17回（2012年）
- 日本映画部門
  - 作品賞　『桐島、部活やめるってよ』
  - 監督賞　園子温（『ヒミズ』、『希望の国』）
  - 監督賞　細田守（『おおかみこどもの雨と雪』）
  - 主演男優賞 染谷将太（『ヒミズ』）
  - 主演女優賞 二階堂ふみ（『悪の教典』、『ヒミズ』）
  - 助演男優賞 山田孝之（『その夜の侍』、『のぼうの城』、『悪の教典』）
  - 助演女優賞 安藤サクラ（『愛と誠』、『かぞくのくに』、『その夜の侍』）
  - 助演女優賞 広末涼子（『鍵泥棒のメソッド』）
  - ニューフェイスブレイク賞 能年玲奈（『グッモーエビアン!』、『カラスの親指』）
  - ニューフェイスブレイク賞 橋本愛（『アナザー Another』、『HOME 愛しの座敷わらし』、『ツナグ』、『桐島、部活やめるってよ』）

### 第18回（2013年）
- 日本映画部門
  - 作品賞　『そして父になる』
  - 監督賞　是枝裕和（『そして父になる』）
  - 主演男優賞 大泉洋（『清須会議』、『探偵はBARにいる2 ススキノ大交差点』）
  - 主演男優賞 高良健吾（『かぐや姫の物語』、『横道世之介』）
  - 主演女優賞 真木よう子（『さよなら渓谷』）
  - 助演男優賞 リリー・フランキー（『きいろいゾウ』、『凶悪』、『そして父になる』）
  - 助演女優賞 二階堂ふみ（『地獄でなぜ悪い』、『四十九日のレシピ』、『脳男』）
  - ニューフェイスブレイク賞 葵わかな（『陽だまりの彼女』）
  - ニューフェイスブレイク賞 大原櫻子（『カノジョは嘘を愛しすぎてる』）

### 第19回（2014年）
- 日本映画部門
  - 作品賞　『超高速!参勤交代』
  - 監督賞　大友啓史（『るろうに剣心 京都大火編』、『るろうに剣心 伝説の最期編』）
  - 主演男優賞 染谷将太（『WOOD JOB! 〜神去なあなあ日常〜』ほか）
  - 主演女優賞 安藤サクラ（『0.5ミリ』ほか）
  - 助演男優賞 菅田将暉（『そこのみにて光輝く』ほか）
  - 助演女優賞 小林聡美（『紙の月』ほか）
  - ニューフェイスブレイク賞 上白石萌音（『舞妓はレディ』）

### 第20回（2015年）
- 日本映画部門
  - 作品賞　『海街diary』
  - 監督賞　是枝裕和（『海街diary』）
  - 主演男優賞 鈴木亮平（『俺物語!!』ほか）
  - 主演女優賞 樹木希林（『あん』）
  - 助演男優賞 本木雅弘（『天空の蜂』、『日本のいちばん長い日』ほか）
  - 助演女優賞 池脇千鶴（『きみはいい子』、『そこのみにて光輝く』ほか）
  - ニューフェイスブレイク賞 広瀬すず（『海街diary』）

### 第21回（2016年）
- 日本映画部門
  - 作品賞　『この世界の片隅に』
  - 監督賞　片渕須直（『この世界の片隅に』）
  - 主演男優賞 三浦友和（『64（ロクヨン）』『葛城事件』ほか）
  - 主演女優賞 のん（『この世界の片隅に』）
  - ニューフェイスブレイク賞 杉咲花（『スキャナー 記憶のカケラをよむ男』『湯を沸かすほどの熱い愛』）

### 第22回（2017年）
- 日本映画部門
  - 作品賞 『あゝ、荒野 前篇』
  - 監督賞 岸善幸(『あゝ、荒野 前編』『あゝ、荒野 後編』）
  - 主演男優賞 菅田将暉（『キセキ -あの日のソビト-』『帝一の國』『銀魂』『あゝ、荒野 前篇』『あゝ、荒野 後篇』『火花』
  - 主演女優賞 蒼井優（『家族はつらいよ2』『東京喰種トーキョーグール』『ミックス。』『彼女がその名を知らない鳥たち』）
  - 助演男優賞 役所広司（『関ヶ原』『三度目の殺人』）
  - 助演女優賞 田中麗奈（『幼な子われらに生まれ』）
  - 助演女優賞 木下あかり（『あゝ、荒野 前篇』）
  - ニューフェイスブレイク賞 浜辺美波（『咲-Saki-』『君の膵臓をたべたい』『亜人』）

### 第23回（2018年）
- 日本映画部門
  - 作品賞 『カメラを止めるな!』
  - 監督賞 上田慎一郎 （『カメラを止めるな!』）、是枝裕和 （『万引き家族』）
  - 主演男優賞 大泉洋 （『恋は雨上がりのように』『焼肉ドラゴン』『パパはわるものチャンピオン』『こんな夜更けにバナナかよ 愛しき実話』）
  - 主演女優賞 篠原涼子 （『北の桜守』『SUNNY 強い気持ち・強い愛』『人魚の眠る家』）
  - 助演男優賞 菅田将暉 （『となりの怪物くん』『銀魂2 掟は破るためにこそある』『生きてるだけで、愛。』）
  - 助演女優賞 樹木希林 （『モリのいる場所』『万引き家族』『日日是好日』）
  - ニューフェイスブレイク賞 平手友梨奈 （『響 -HIBIKI-』）
  - 日本映画音楽賞 『斬、』
  - 日本映画思い入れ作品賞 『来る』
  - 日本映画ベストインパクト賞 樹木希林
  - アニメ賞 『若おかみは小学生!』
- 外国映画部門
  - 作品賞 『ボヘミアン・ラプソディ』
  - 外国映画ベストインパクト賞 ラミ・マレック 『ボヘミアン・ラプソディ』
  - 外国映画ベストインパクト賞 フランシス・マクドーマンド 『スリー・ビルボード』
  - 外国映画思い入れ作品賞 『search/サーチ』